# Schwagerina
Schwagerina es un género de foraminífero bentónico de la subfamilia Schwagerininae, de la familia Schwagerinidae, de la superfamilia Fusulinoidea, del suborden Fusulinina y del orden Fusulinida. Su especie tipo es Borelis princeps. Su rango cronoestratigráfico abarca desde el Sakmariense hasta el Leonardiense (Pérmico inferior).

## Discusión
Clasificaciones más recientes incluyen Schwagerina en la superfamilia Schwagerinoidea, y en la subclase Fusulinana de la clase Fusulinata.

## Clasificación
Se han descrito numerosas especies de Schwagerina. Entre las especies más interesantes o más conocidas destacan:
- Schwagerina cushmani †
- Schwagerina gregaria †
- Schwagerina guembeli †
- Schwagerina princeps †
- Schwagerina tschernyschewi †
- Schwagerina vulgaris †

Un listado completo de las especies descritas en el género Schwagerina puede verse en el siguiente anexo.
En Schwagerina se han considerado los siguientes subgéneros:
- Schwagerina (Rugosofusulina), aceptado como género Rugosofusulina
- Schwagerina (Triticites), aceptado como género Triticites
- Schwagerina (Verbeekina), aceptado como género Verbeekina